# Campeonato Mundial de Tiro al Plato de 1981
El XIX Campeonato Mundial de Tiro al Plato se celebró en San Miguel de Tucumán (Argentina) en el año 1981 bajo la organización de la Federación Internacional de Tiro Deportivo (ISSF) y la Federación Argentina de Tiro Deportivo.

## Resultados

### Masculino
| Evento          | Oro                           | Plata                         | Bronce                                        |
| --------------- | ----------------------------- | ----------------------------- | --------------------------------------------- |
| Foso            | Alexandr Asanov URSS 197 pts. | Eli Ellis Australia 194 pts.  | Eladio Vallduví España 193 pts.               |
| Foso (equipos)  | URSS 572                      | España 563                    | Reino Unido 562                               |
| Skeet           | Tamaz Imnaishvili URSS 198    | Celso Giardini · Italia · 195 | Elie Penot Francia Bruno Rossetti Francia 195 |
| Skeet (equipos) | Italia · 575                  | Francia 574                   | URSS 572                                      |

### Femenino
| Evento          | Oro                                | Plata                                | Bronce                                    |
| --------------- | ---------------------------------- | ------------------------------------ | ----------------------------------------- |
| Foso            | Susan Nattrass · Canadá · 189 pts. | Mauricette Colavito Francia 173 pts. | Frances Strodtman Estados Unidos 173 pts. |
| Foso (equipos)  | España 382                         | Estados Unidos 381                   | —                                         |
| Skeet           | Wu Lanying China 184               | Ila Hill Estados Unidos 183          | Bianca Hansberg · Italia · 180            |
| Skeet (equipos) | China 383                          | Estados Unidos 382                   | Francia 363                               |

## Medallero
| Núm. | País           | Oro | Plata | Bronce | Total |
| ---- | -------------- | --- | ----- | ------ | ----- |
| 1    | URSS           | 3   | 0     | 1      | 4     |
| 2    | China          | 2   | 0     | 0      | 2     |
| 3    | España         | 1   | 1     | 1      | 3     |
|      | Italia         | 1   | 1     | 1      | 3     |
| 5    | Canadá         | 1   | 0     | 0      | 1     |
| 6    | Estados Unidos | 0   | 3     | 1      | 4     |
| 7    | Francia        | 0   | 2     | 3      | 5     |
| 8    | Australia      | 0   | 1     | 0      | 1     |
| 9    | Reino Unido    | 0   | 0     | 1      | 1     |
|      | TOTAL          | 8   | 8     | 8      | 24    |